# Тасоев, Инал Валикоевич
Инал Валикоевич Тасоев (род. 5 февраля 1998) — российский дзюдоист. Двукратный чемпион мира 2023 и 2025 годов, трёхкратный чемпион Европы 2021, 2024, 2025 и призёр чемпионатов Европы, победитель Европейских игр 2019, призёр чемпионатов мира в командном зачёте, серебряный призёр чемпионата Европы 2020 года.

## Карьера
Воспитанник владикавказской школы дзюдо. В своём послужном списке по юниорам имеет победы на первенствах России.
На чемпионате мира в Баку в 2018 году в составе смешанной команды дзюдоистов России завоевал бронзовую медаль турнира.
На совмещённом чемпионате Европы и Европейских играх в Минске в 2019 году Инал в составе смешанной команды одержал победу, став впервые чемпионом Европы и победителем Игр. В личных соревнованиях в весовой категории свыше 100 кг он уступил в финале грузину Гураму Тушишвили и завоевал серебряную медаль.
В 2020 году на чемпионате Европы в ноябре в чешской столице, Инал смог завоевать серебряную медаль в весовой категории свыше 100 кг. В финале он уступил соотечественнику Тамерлану Башаеву.
В апреле 2021 года на чемпионате Европы в Лиссабоне спортсмен из России в весовой категории свыше 100 кг в финале сломил сопротивления нидерландского борца Хенка Грола и стал чемпионом Европы.
На чемпионате мира 2023 года, который состоялся в Дохе, российский атлет дошёл до финала, где встретился с трёхкратным олимпийским чемпионом, французом Тедди Ринером. В дополнительное время до первого результативного действия судьи не среагировали на контратаку Тасоева, а вскоре после этого результативное действие совершил Ринер, которому изначально отдали победу. Впоследствии Международная федерация дзюдо принесла Тасоеву извинения, признав судейскую ошибку, и присудила спортсмену золотую медаль чемпионата мира. В результате и российский, и французский спортсмен были признаны чемпионами мира.
В апреле 2025 года на чемпионате Европы в Подгорице завоевал золотую медаль. В финальной схватке победил своего соотечественника Валерия Ендовицкого. В июне 2025 года на чемпионате мира в Будапеште в весовой категории свыше 100 кг завоевал золотую медаль. В схватке за титул одолел соперника из Грузии Гурама Тушишвили.

## Личные достижения
- Медаль ордена «За заслуги перед Отечеством» II степени (6 сентября 2024 года) — за большой вклад в развитие и популяризацию дзюдо в Российской Федерации, активную общественную деятельность[4].

## Примечание
1. ↑  Дзюдо. Инал Тасоев взял серебро в весе свыше 100 кг. matchtv.ru (24 июня 2019). Дата обращения: 30 июля 2019. Архивировано 30 июля 2019 года.
2. ↑  Федерация дзюдо извинилась перед россиянином за ошибку судей в финале ЧМ. РБК Спорт (17 мая 2023). Дата обращения: 17 мая 2023. Архивировано 17 мая 2023 года.
3. ↑  Елена Чистова. Дзюдоисту Иналу Тасоеву присудили золото ЧМ-2023, не полученное из-за судейской ошибки. Архивировано 9 июня 2023. Дата обращения: 9 июня 2023.
4. ↑  Указ Президента Российской Федерации от 6 сентября 2024 года № 745 «О награждении государственными наградами Российской Федерации»